# Stefano Secco
Stefano Secco (Milà, 15 de desembre de 1970) és un tenor i actor italià.

## Biografia
Inicià els seus estudis sota la direcció del mestre Alberto Soresina, i es diplomà en percussió amb Tullio de Piscopo. Assistí als cursos de Leyla Gencer i Renata Scotto. Una de les seves especialitats és el Rigoletto. Cantà al Concert de Cap d'Any 2016 a La Fenice de Venècia amb Nadine Sierra.

## Carrera musical
- Simon Boccanegra de Verdi, Òpera de París (2006), Gran Teatre del Liceu (2008)
- Don Carlos, Òpera de París (2008)
- Rigoletto, fent de duc, Òpera de París (2008)
- Els contes de Hoffmann, Òpera de París (2012)
- Macbeth, Teatro Real de Madrid, (2012-2013)
- Carmen, fent de Don José, La Fenice, Venècia (2013)
- Rèquiem, Budapest (2013)

## Filmografia
- 2009: Tosca, Mario Cavaradossi
- 2009: Macbeth, Macduff
- 2011: Romeu i Julieta, Romeu
- 2012: Els contes de Hoffmann, Hoffmann

## Premis
- 2001: Premi Beniamino Gigli